# Saga (Saga)
Pour les articles homonymes, voir Saga (homonymie).
Saga (佐賀市, Saga-shi) est une ville, capitale de la préfecture de Saga, au Japon.

## Géographie

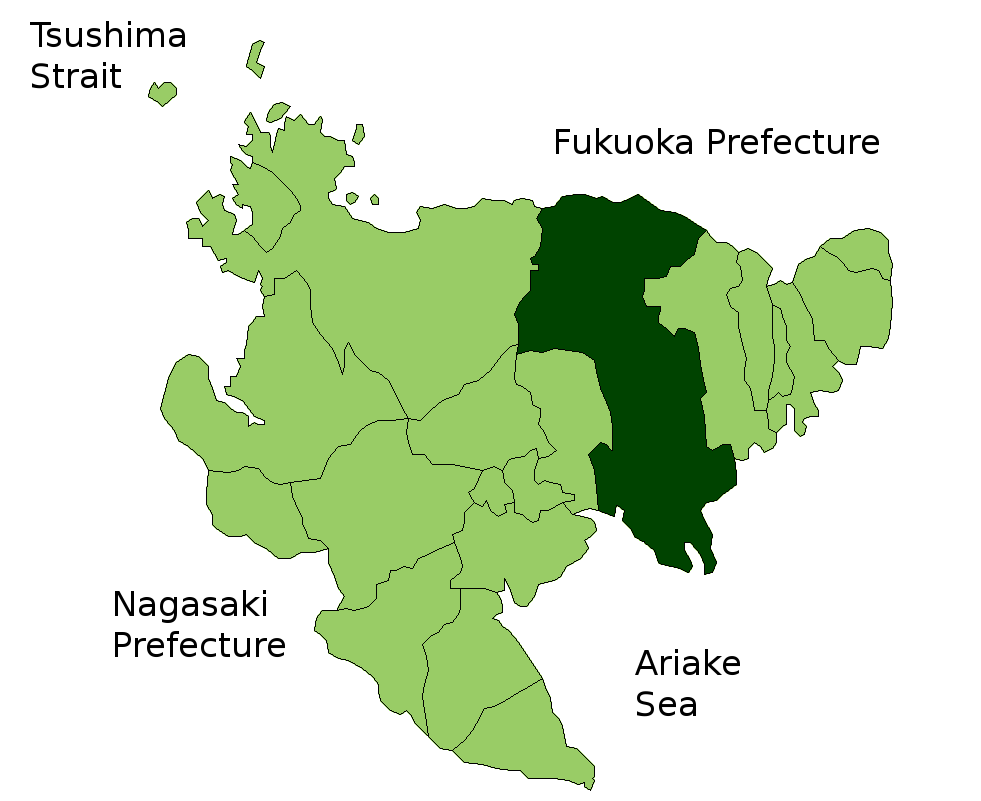
Saga dans la préfecture de Saga.

### Situation
Saga est une ville située dans le nord-ouest de Kyūshū, à environ 905 km, à vol d'oiseau, au sud-ouest de Tokyo, capitale du Japon. Elle s'étend, du nord au sud, dans le sud-est de la préfecture de Saga. Sa limite sud est une façade maritime le long de la mer d'Ariake.

### Démographie
Lors du recensement national de 2010, Saga comptait une population estimée à 237 506 habitants, répartis sur une superficie totale de 431,84 km2.

## Histoire
La cité de Saga était, à l'origine, contrôlée par le clan Ryūzōji à l'époque de Muromachi. Durant toute l'époque d'Edo, le clan Nabeshima, daimyo du domaine de Saga et proche des Tokugawa, vivait dans le château de Saga. Ce dernier fut également au centre de la rébellion de Saga puisque des rebelles de la suite de Gotō Shimpei y avaient élu domicile.
La ville moderne de Saga est officiellement établie le 1er avril 1889 avec la réforme territoriale du Japon sous la restauration Meiji.

## Éducation
La ville de Saga compte une université nationale : l'université de Saga.

## Transports
Saga est desservie par les lignes ferroviaires de la compagnie JR Kyushu. La gare de Saga est la principale gare de la ville.

## Jumelage
- Comté de Warren et Glens Falls
- Yeonje-gu
- Lianyungang